# Diary of a Sinner: 1st Entry
Diary of a Sinner: 1st Entry è il primo album in studio del rapper statunitense Petey Pablo, pubblicato nel 2001.

## Tracce
1. Intro – 1:21
2. Petey Pablo – 3:05
3. Raise Up – 4:39
4. I – 4:48
5. I Told Y'all – 4:16
6. Didn't I – 4:49
7. La Di Da Da Da – 3:33
8. Funroom – 3:59
9. Y'all Ain't Ready (Come On) – 3:23
10. Do Dat – 4:42
11. Live Debaco – 3:09
12. 919 – 4:01
13. Fool for Love – 5:29
14. Test of My Faith – 4:14
15. Truth About Me – 4:23
16. Diary of a Sinner (featuring Tre Williams) – 4:25
17. My Testimony – 2:46
18. Raise Up (All Cities Remix) – 3:57